# Дубатовское
Дубато́вское (бел. Дубато́ўскае) — биологический заказник республиканского значения в Белоруссии, на территории Сморгонского района Гродненской области. Расположен в 12 километрах севернее города Сморгонь, в 0,5 километрах на юго-восток от деревни Дубатовка, на землях лесного фонда Жодишковского лесничества, входит в состав ландшафтно-геоморфологического заказника местного значения «Мартишки (Берёзы)».
Образован в 1979 году на площади 720 га в границах нулевой залежи торфа на болоте верхового типа Дубатовка для сохранения в природном состоянии мест произрастания клюквы. В 2007 году площадь республиканского биологического заказника «Дубатовское» составила 839,5 га.

## Природные ресурсы
Заказник расположен в бассейне реки Вилия. Включает в себя лесоболотные ландшафты с участками верховых, низинных и переходных болот. На территории заказника расположены 2 небольших озера, в которых из-за кислой среды отсутствует растительность. Доминирует торфяно-болотный тип почвы, сосново-осоково-пушицево-сфагновые торфа.
Болото Дубатовка представляет собой типичный верховой болотный массив прибалтийского типа. Выпуклость его поверхности над прилегающими минеральными берегами составляет до 4 метров и более. Здесь расположено торфяное месторождение «Дубатовка», находящееся в естественном состоянии. Общая площадь месторождения составляет 644 гектара, запасы — 17,8 тыс. м³, залежь почти на всю глубину сложена верховыми торфами.
Болотная растительность представлена преимущественно сообществами верхового и переходного типов. Растительность лесных переходных болот в заказнике представлена преимущественно сосновыми, берёзовыми, смешанными лесами и преобладанием осоково-сфагновых, осоковых, разнотравно-осоково-сфагновых, кустарничковых и некоторых других ассоциаций. Основными формациями открытых болот в заказнике являются осоковые и осоково-сфагновые. Среди лесных низинных болот на территории заказника преобладают пушистоберёзовые леса. Эта группа лесов представлена осоковым и осоково-травяным типами. Чаще встречаются берёзовый лес и осоковые, которые отличаются высокой обводнённостью и слабой проточностью грунтовых и поверхностных вод.
На территории заказника произрастает 2 вида высших растений, включённых в Красную книгу Республики Беларусь: клюква мелкоплодная (Oxycoccus microcarpus) и Пололепестник зелёный (Coeloglossum viride). Кроме того, здесь отмечено более 10 видов растений, включённых в список дикорастущих декоративных, лекарственных, пищевых и других хозяйственно-полезных видов растений, нуждающихся в профилактической охране и рациональном использовании.
В границах заказника зарегистрировано 78 видов животных, в том числе 3 вида амфибий, 5 — рептилий, 58 — птиц и 12 видов млекопитающих. Установлено обитание 2 видов, занесённых в Красную книгу Республики Беларусь: Серый журавль (Grus grus) и Барсук (Meles meles).

## Режим охраны
На территории республиканского биологического заказника «Дубатовское» запрещено:
- проведение мелиоративных работ, применение средств защиты растений авиационным методом;
- размещение отходов, сброс неочищенных сточных вод;
- выжигание сухой растительности, сжигание древесины, разведение костров, повреждение и уничтожение древесно-кустарниковой растительности, рубки леса, нарушение естественного почвенного покрова;
- движение механических транспортных средств вне дорог, размещение палаток или палаточных городков, мест отдыха, стоянок транспортных средств вне установленных мест;
- размещение промышленных предприятий, жилой застройки, дачных участков;
- сенокошение в период размножения диких животных (апрель-июнь), охота в период с 1 марта по 14 мая, заготовка дикорастущих растений, за исключением сбора ягод клюквы болотной в установленное законодательством время.

Управление заказником осуществляет Сморгонский райисполком.